# Cortland (Nueva York)
Cortland es una ciudad situada en el condado de Cortland, en el estado de Nueva York, Estados Unidos. Tiene una población estimada, a mediados de 2022, de 17 314 habitantes.
Es la sede del condado.

## Geografía
La ciudad está ubicada en las coordenadas 42°36′03″N 76°10′45″O / 42.60083, -76.17917 (42.600866, -76.179127). Según la Oficina del Censo, tiene una superficie total de 10.14 km², de los cuales 10.09 km² corresponden a tierra firme y 0.05 km² están cubiertos de agua.

## Demografía
Según el censo de 2000, en ese momento los ingresos medios de los hogares eran de $26,478 y los ingresos medios de las familias eran de $39,167. Los hombres tenían ingresos medios por $29,857 frente a los $21,614 que percibían las mujeres. Los ingresos per cápita eran de $14,267. Alrededor del 24.7% de la población estaba por debajo de la línea de pobreza.
De acuerdo con la estimación 2017-2021 de la Oficina del Censo, los ingresos medios de los hogares son de $50,697 y los ingresos medios de las familias son de $67,745. Los ingresos per cápita en los últimos doce meses, medidos en dólares de 2021, son de $23,744. Alrededor del 21.9% de la población está por debajo de la línea de pobreza.